# Wspólnota administracyjna Pürgen
Wspólnota administracyjna Pürgen – wspólnota administracyjna (niem. Verwaltungsgemeinschaft) w Niemczech, w kraju związkowym Bawaria, w rejencji Górna Bawaria, w regionie Monachium, w powiecie Landsberg am Lech. Siedziba wspólnoty znajduje się w miejscowości Pürgen. Powstała 1 maja 1978 w wyniku reformy administracyjnej.
Wspólnota administracyjna zrzesza trzy gminy wiejskie (Gemeinde): 
- Hofstetten, 1 805 mieszkańców, 17,02 km²
- Pürgen, 3 340 mieszkańców, 21,99 km²
- Schwifting, 895 mieszkańców, 11,45 km²